# Frații Advahov
Frații Advahov (deutsch: Brüder Advahov) steht für die beiden moldauischen Musiker Vitalie (* 18. Januar 1978) und Vasile Advahov (* 26. April 1979 in Cahul, Sowjetunion). Die beiden Brüder leiten gemeinsam ein Orchester, das für Volksmusik bekannt ist. Zusammen mit Zdob și Zdub vom Moldauischen Rundfunk ausgewählt, vertraten sie Moldau mit dem Lied Trenulețul (dt.: das Bähnchen) beim Eurovision Song Contest 2022 in Turin.

## Karriere
Vitalie und Vasile spielten schon in ihrer Schulzeit in einem Orchester und nahmen an Musikwettbewerben teil. Nach dem Gymnasium gingen die beiden auf die Akademie für Musik, Theater und Bildenden Künste in Chișinău und studierten Akkordeon und Geige. Sie schlossen ihre Ausbildung ab und wussten zunächst nicht, was sie machen sollten. Mit anderen ehemaligen Studenten trafen sie sich, um Musik zu machen – daraus entstand 2003 das "Orchestra Fraților Advahov".
Das Orchester erlangte nationale Bekanntheit und die beiden Brüder wurden 2007 vom Staatspräsidenten Vladimir Voronin mit dem Titel "Maeștri în Artă" ausgezeichnet — 2016 folgte die Auszeichnung "Ștefan cel Mare" in der Rubrik Volkskünstler durch den Staatspräsidenten Nicolae Timofti.

## Persönliches
Beide sind verheiratet und haben jeweils zwei Kinder.

## Diskografie
- 2021: Trenulețul

### Orchestra Fraților Advahov (Auswahl)
- 2016: Acasa-I Romania (zusammen mit Laura Olteanu)